# Bommeråstjärnen
Bommeråstjärnen är en sjö i Sollefteå kommun i Ångermanland och ingår i Ångermanälvens huvudavrinningsområde. Sjön har en area på 0,059 kvadratkilometer och ligger 238,1 meter över havet.

## Delavrinningsområde
Bommeråstjärnen ingår i det delavrinningsområde (707554-156113) som SMHI kallar för Utloppet av Degerforsens Dämn.Omr. Medelhöjden är 261 meter över havet och ytan är 22,99 kvadratkilometer. Räknas de 1143 avrinningsområdena uppströms in blir den ackumulerade arean 11 080,07 kvadratkilometer. Avrinningsområdets utflöde Ångermanälven mynnar i havet. Avrinningsområdet består mestadels av skog (70 procent). Avrinningsområdet har 4,73 kvadratkilometer vattenytor vilket ger det en sjöprocent på 20,6 procent.